# Cornerstone OnDemand Inc.
Cornerstone OnDemand Inc. es una compañía de computación en la nube que ofrece soluciones de gestión humana con sede en Santa Mónica, California. La compañía cotiza en la Bolsa de Valores NASDAQ bajo el símbolo CSOD. En 1999, Adam Miller, Perry Wallack y Steven Seymour fundaron Cornerstone OnDemand como CyberU. Miller sirve en el CEO de la compañía.